# Ypthima gallienus
Ypthima gallienus är en fjärilsart som beskrevs av Hans Fruhstorfer 1911. Ypthima gallienus ingår i släktet Ypthima och familjen praktfjärilar. Inga underarter finns listade i Catalogue of Life.